# 罗斌杰
罗斌杰（1934年—），男，重庆涪陵人，中国地球化学家，曾任中国科学院兰州地质研究所研究员、博士生导师。